# Gastón Ramírez
Gastón Ezequiel Ramírez Pereyra (nascut el 2 de desembre de 1990) és un futbolista professional uruguaià que juga al Southampton i l'equip nacional de futbol d'Uruguai com a migcampista ofensiu.